# María Molins
María Molins Raích (Barcelona, 14 de febrero de 1973) es una actriz española de cine, teatro y televisión. Ha obtenido dos nominaciones en los Premios Gaudí y ha ganado el premio a mejor actriz protagonista en 2013 por su participación en la película El Bosque.

## Biografía
Empezó su carrera en el teatro donde ha desarrollado la mayor parte de su carrera. También en sus inicios tuvo pequeños papeles capitulares en series catalanas como Tocao del ala y Homenots. En 2001 se incorpora a la serie de sobremesa catalana El cor de la ciutat, donde da vida a Isabeleta hasta la finalización de esta. En cuanto al cine, ha participado en producciones como Todo está en el aire, Cobardes y  A la deriva.
En 2011 protagoniza la TV movie de TV3 14 de abril. Macià contra Companys. Además, también aparece en un episodio de la serie de televisión española Cuéntame cómo pasó.
En 2012 forma parte del elenco de la miniserie de Antena 3 Historias robadas sobre un caso de un bebé robado y la busca de su familia biológica. También participa en la TV movie Olor de colònia y en la serie de TV3 Kubala, Moreno y Manchón. Además, protagoniza la película El Bosc junto a Álex Brendemühl, por la cual recibe el Premi Gaudí a mejor interpretación femenina protagonista en 2013.
En 2013 vuelve al cine con la película Hijo de Caín junto a José Coronado y David Solans.
En 2014 se incorpora a la serie de sobremesa de TV3 La Riera, donde interpreta a Àgata. También participa en la película Seve, the movie, un biopic donde interpreta a Carmen, la madre de Severiano Ballesteros.
Desde 2015 forma parte del reparto recurrente de la serie de Telecinco La que se avecina donde interpreta a Sandra, la jefa de prensa de Enrique Pastor (José Luis Gil).
En 2016 forma parte del elenco de la primera temporada de la serie de antena 3 La embajada interpretando a Maite. Además, estrena la película argentino-española de suspense Cien años de perdón. También protagoniza el cortometraje Ciudadanos de Marc Nadal.
En septiembre de 2019 se incorporó a la cuarta temporada de la serie Servir y proteger, donde interpreta a uno de los personajes principales, Verónica Figueras. Comparte tramas con actores como Dani Muriel, Patxi Freytez, Juanjo Artero, Cristina Abad y Alejandro Jato.

## Vida privada
Después de entrar en la Facultad de Bellas Artes, inició su carrera como bailarina en el Instituto del Teatro de Barcelona, sitio que abandonó en el 4.º curso para dedicarse plenamente a la que es su vocación: ser actriz. Así, posteriormente, se licenció en Arte Dramático en el mismo instituto.

## Cine
- 2022 La niña de la comunión, dirigido por Víctor García.
- 2019 RIOT, cortometraje dirigido por Ariadna LaGarsi, Loida García yJavier Grajales.
- 2018 El árbol de la sangre, dirigida por Julio Medem. Papel protagonista.
- 2017 La habitación de las estrellas, cortometraje dirigido por Ilune Diaz.
- 2016 Fracturas, cortometraje dirigido por David David.
- 2015 Cien años de perdón dirigida por Daniel Calparsoro y producida por Morena Films y Vaca Films.
- 2014 Seve, largometraje dirigido por John Paul Davidson y producido por Stephen Evans de Renaissance Films. Papel protagonista; Carmen.
- 2014 El vuelo de la mariposa (corto) dirigido por Gemma Brun producido por El plató de cinema.
- 2013 Tenemos de todo (corto) dirigido por Roberto Pérez Toledo producido por Fotogramas
- 2012 El bosque, largometraje dirigido por Óscar Aibar, producido por Fausto Producciones. Papel protagonista.
- 2011 Hijo de Caín, largometraje dirigido por Jesús Monllaó producido por Life & Pictures. Papel protagonista.
- 2011 Trigo, corto dirigido por Guy Pérez Ciurezu (producido por ESCAC).
- 2009 A la deriva, dirigido por Ventura Pons. Producida por Els Films de les Rambles. Papel protagonista.
- 2008 Cobardes largometraje con guion y dirección de José Corbacho y Juan Cruz (producida por Filmax).
- 2008 The Cemetery largometraje dirigido por James Wilson producida por Wilson Films.
- 2007 Las lágrimas del cisne, corto de J. Wilson producido por Wilson Films.
- 2005 Todo está en el aire, largometraje dirigido por David Ciurana y Ángel Penalva, producida por Fosca Films. Papel protagonista.
- 2005 Dusseldorf, cortometraje dirigido por Anaïs García producido por la ESCAC.
- 2005 Tiffany's cortometraje dirigido por Carola Rodríguez producido por la ESCAC.

## Televisión
| Año       | Título                           | Personaje                   | Cadena                  | Datos           |
| --------- | -------------------------------- | --------------------------- | ----------------------- | --------------- |
| 1997      | Tocao del ala                    |                             | La 1                    | TV Movie        |
| 1999      | Homenots                         | Lilian Hirsch               | La 1                    | 1 episodio      |
| 2000      | La vida és vella                 |                             | La 1                    | 1 episodio      |
| 2001-2009 | El cor de la ciutat              | Isabel "Isabeleta"          | TV3                     | +1000 episodios |
| 2011      | 14 d’abril Macià contra Companys | Carme Ros                   | TV3                     | TV Movie        |
| 2011      | Cuéntame cómo pasó               | Sol                         | La 1                    | 1 episodio      |
| 2012      | Historias robadas                | Sor Sagrario                | Antena 3                | 2 episodios     |
| 2012      | Olor de colònia                  | Teresa Roca                 | TV3                     | 2 episodios     |
| 2012      | Kubala, Moreno i Manchón         | Marta                       | TV3                     | 3 episodios     |
| 2014-2017 | La Riera                         | Àgata Puig                  | TV3                     | +500 episodios  |
| 2015-2016 | La que se avecina                | Sandra                      | Telecinco               | 9 episodios     |
| 2016      | La embajada                      | Mayte                       | Antena 3                | 11 episodios    |
| 2017      | Vida privada                     | Rosa Trenor                 | La 1                    | 2 episodios     |
| 2018-2019 | Todo por el juego                | Mari Carmen                 | Movistar+               | 16 episodios    |
| 2019      | Hospital Valle Norte             | Elena                       | La 1                    | 9 episodios     |
| 2019-2020 | Servir y proteger                | Verónica Figueras           | La 1                    | 189 episodios   |
| 2020      | Desaparecidos                    | Madre de Gracia             | Prime Video y Telecinco | 1 episodio      |
| 2022-2024 | Entrevías                        | Jimena Abantos              | Telecinco               | 16 episodios    |
| 2025      | Valle salvaje                    | Amanda de Castro y Portugal | La 1                    | ¿? episodios    |

## Premios
- Premio especial del jurado (Filmets) a mejor actriz por el cortometraje “Mi querido Juan Manuel”
- Premis Butaca: nominada a mejor actriz de musical por “CabaretA”
- Premios Max:finalista mejor espectáculo musical por “CanaretA” (autora)
- Premio mejor actriz en el festival Cine Fosc de Monistrol por el corto Lo que dejamos atrás de D. Matamoros (Zentropa Spain).
- Premios Gaudí: Nominada a mejor actriz secundaria por Hijo de Caín dirigida por Jesús Monllaó.
- Premios Gaudí: Ganadora Mejor actriz protagonista por El bosque dirigida por Óscar Aibar.
- Premios Gaudí: Nominada a mejor actriz protagonista por El bosque de Óscar Aibar.
- Premios Gaudí: Nominada a mejor actriz protagonista por A la deriva de Ventura Pons.
- Premios Butaca: Nominada a mejor actriz protagonista en Les aigües encantades dirección Ramón Simó en el Teatre Nacional de Catalunya.
- Premios TV: El club de TV3 Premio de votación popular por el personaje interpretado en  El cor de la ciutat, TV3.

## Teatro
- 2014 Purga de Sofi Oksanen dirigida por Ramón Simó en el TNC. Papel protagonista
- 2012 Rive Gauche de Marc Rosich, dirigida por R. Durán en la Sala Muntaner.
- 2011 Vimbodi versus Praga, texto y dirección Cristina Clemente – TNC de Barcelona.
- 2010 La música de Marguerite Duras dirigida por Zep Santos. Sala Muntaner, Barcelona.
- 2009 Una comedia española de Yasmina Reza dirigida por Silvia Munt (Teatro CDN de Madrid y TNC de Barcelona).
- 2008 La dama de Reus de A. Carrión dirigida por Ramón Simó en el TNC con papel protagonista.
- 2008 Dia de partit de David Plana. Dirección: R. Durán en el Espai Lliure del Teatre Lliure de Barcelona.
- 2008 La sorra i l'acadèmia de Joan Brossa con dirección de Jordi Faura y Abel Coll en el Espai Escènic Joan Brossa.
- 2007 Trànsits de C. Batlle con dirección de M. Puyo en la Sala Beckett de Barcelona.
- 2007 Arcadia de Tom Stoppard en el Teatre Nacional de Catalunya (TNC) dirigida por Ramón Simó.
- 2007 Retalls monólogo sobre textos de distintos autores estrenado para "Dijous a l’Institut", ciclo de teatro en Vic.
- 2006 Aigües encantades de J. Puig i Ferreter en el papel protagonista de Cecilia en el TNC con dirección de Ramón Simó.
- 2005 Fuenteovejuna de Lope de Vega en el papel de Pascuala en el TNC y en el C.D.N. de Madrid en temporada con dirección de Ramón Simó.
- 2004 Tío Vania de Anton Chéjov en el papel de Sonia en la Sala Fabià Puigserver del Teatre Lliure con dirección de Joan Ollé.
- 2004 Fedra de Racine en el Teatro Pavón con dirección de Joan Ollé.
- 2004 Liliom de Ferenc Molnar en la Sala Artenbrut de Barcelona con dirección de Carlota Subirós.
- 2003 La hora en que no sabíamos nada los unos de los otros de Peter Handke dirigida por Joan Ollé en el Mercado de las Flores dentro del Festival Grec de Barcelona.
- 2003  L'aparador de Victoria Szpunberg en la Sala Tallers del Teatre Nacional de Catalunya con dirección de Toni Casares.
- 2002 El pati de Emili Vilanova en la Sala Fabiá Puigserver del Nou Teatre Lliure de Barcelona con dirección de Pep Anton Gómez.
- 2002 Fedra de Jean Racine en el Festival de Almagro, Perpignan y Grec de Barcelona con dirección de Joan Ollé.
- 2002 Victor o els nens al poder de Roger Vitrac en la Sala Fabiá Puigserver del Nou Teatre Lliure de Barcelona con dirección de Joan Ollé.
- 2002 Lulú de Frank Wedekind dirigida por Mario Gas en el TNC.
- 2001 A Little Night Music de Stephen Sondheim dirigida por Mario Gas en el teatro Novedades de Barcelona y el Teatro Albéniz de Madrid.
- 2001 Caos dempeus de V. Olmi en la Sala Versus con dirección de Esteve Polls.
- 1997-99 Tempus de Comediants dirigida por Joan Font en el TNC.
- 1996 Work in progress de Brithgoff y La Fura dels Baus en el Mercado de las Flores.